# Alphons Panis
Alphonsus Gerardus Martinus (Alphons) Panis (Dongen, 25 januari 1900 – 22 februari 1975) was een Nederlands politicus.
Hij werd geboren als zoon van Leonardus Waltherus Panis (1852-1933), onderwijzer en Anna Maria Cornelia van Roessel (1857-1914). Hij groeide op in een groot katholiek gezin. Meerdere broers werden priester, onder wie de titulair bisschop Walther Panis; een zus trad toe tot de Zusters Franciscanessen. Zelf was hij werkzaam bij de gemeentesecretarie van Berkel-Enschot voor hij in 1926 als ambtenaar ter secretarie ging werken bij de gemeente Helvoirt. In 1929 werd Panis benoemd tot burgemeester van Berkel-Enschot. Acht jaar later volgde zijn benoeming tot burgemeester van Haaren en in 1947 keerde hij terug naar de gemeente Berkel-Enschot om daar wederom burgemeester te worden. Panis ging in 1965 met pensioen en in 1975 overleed hij op 75-jarige leeftijd.